# Parque El Llano
El parque El Llano o parque El Llano Subercaseaux es un parque tradicional de la ciudad de Santiago de Chile, ubicado en la comuna de San Miguel, en el barrio El Llano. En él se encuentra el Parque del Cómic y la plaza José Miguel Carrera y en sus calles adyacentes hay importantes edificios, como la Municipalidad, la Iglesia de San Miguel Arcángel, la Casa de la Cultura con la biblioteca Harald Edelstam, hipermercados, universidades y colegios.

## Ubicación y características
El parque se extiende entre los paraderos 1 y 9 de la Gran Avenida, y corre paralelamente entre esta y la calle Llano Subercaseaux. Su límite norte está en la avenida Isabel Riquelme; el sur, en la Salesianos.
Se caracteriza por ser un importante pulmón para la comuna de San Miguel, y un espacio de recreación para los habitantes y transeúntes que trabajan en las cercanías.
El Municipio postuló al Fondo Nacional de Desarrollo Regional año 2010, el diseño del proyecto Mejoramiento Integral Parque El Llano Subercaseaux, aprobado y financiado por el Gobierno Regional Metropolitano de Santiago. El objetivo es recuperar y potenciar este gran pulmón verde de San Miguel, permitiendo dotar a la comunidad de un parque remozado y seguro como área de esparcimiento, recreacional y cultural. El proyecto incluía la reposición de pavimentos, luminarias ornamentales, escaños, basureros, césped, instalación de riego automático, plazas de agua, café literario, anfiteatro cultural, circuito deportivo, ferias temáticas y revitalizacion Parque del Cómic.

### Estaciones del Metro de Santiago cercanas al Parque

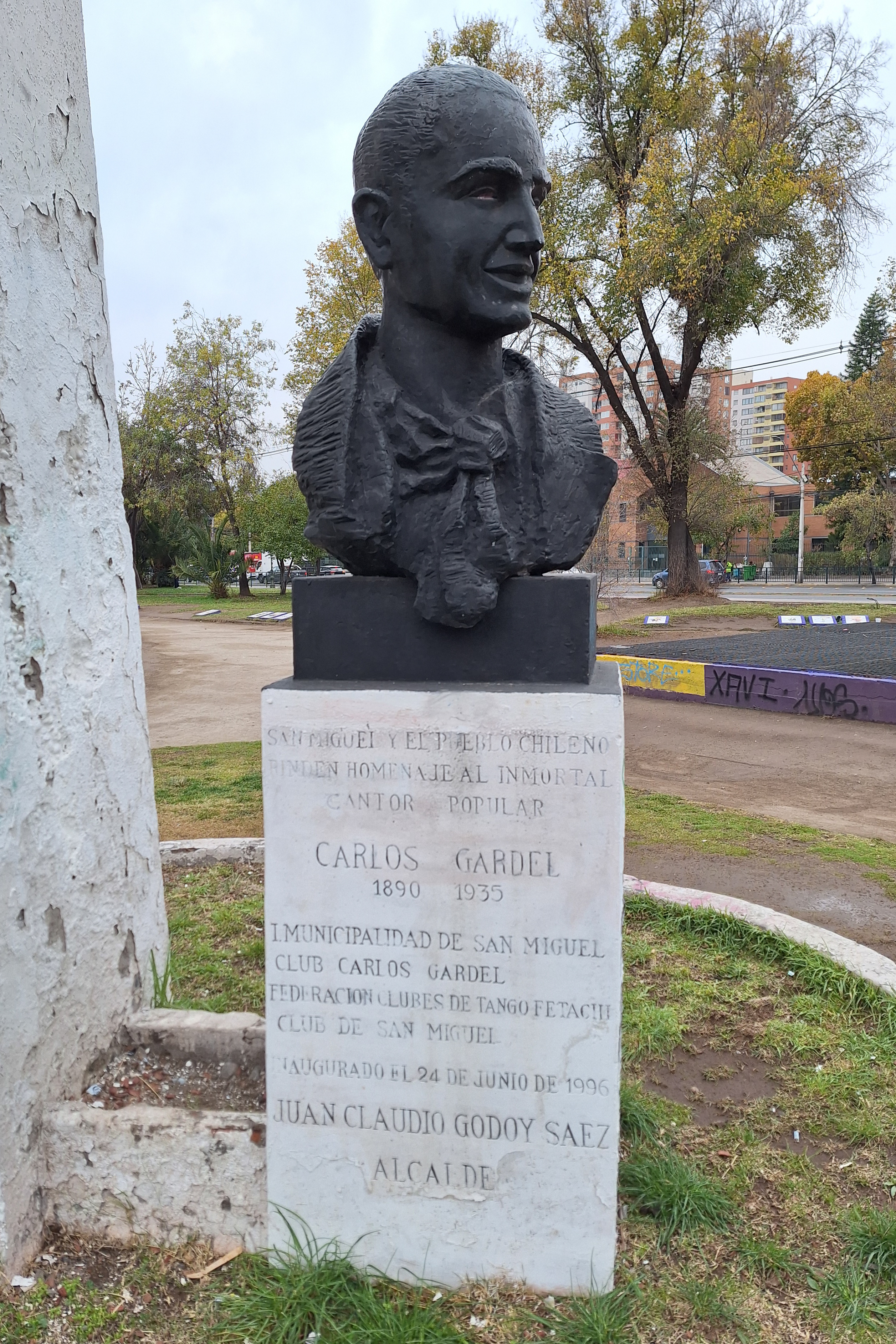
Busto al cantante argentino Carlos Gardel en el Parque El Llano

El parque El Llano tiene acceso al metro por la línea 2 en las siguientes estaciones:
- Franklin

Ubicada en el Barrio Franklin, a media cuadra del inicio del parque, paradero 1
- El Llano

Ubicada en el paradero 4
- San Miguel

Ubicada en el paradero 7

## Historia y lugares de interés
Lo que hoy es el barrio El Llano estaba enclavado en medio de campos, viñas y chacras hasta finales del siglo XIX. Se trataba de una zona aristocrática, de "un terreno selecto"; "no cualquiera llegaba a vivir allí, pues las grandes casonas de alguna forma hacían la diferencia y por cierto marcaban una distancia abismante con el resto de la población". La principal propiedad del sector era una chacra del político, diplomático y pintor Ramón Subercaseaux Vicuña, adquirida de manos de Bernardo O'Higgins en 1850.  

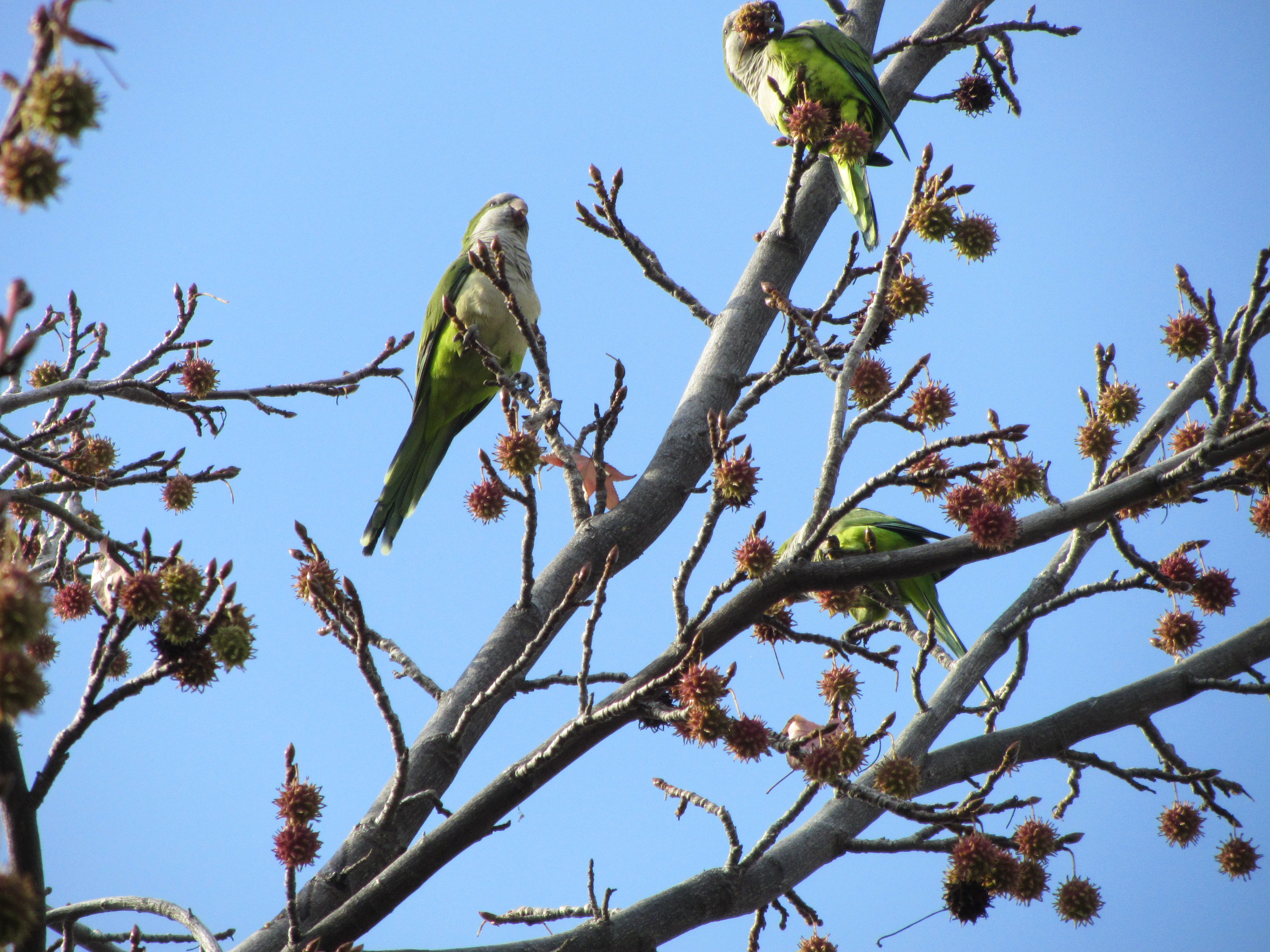
Cotorras argentinas en el parque El Llano

Con el tiempo, Ramón Subercaseaux donó parte de su predio para contribuir a la urbanización: una franja en San Miguel donde se pretendía formar un parque que llevaría su nombre y que fue diseñado por Óscar Prager, urbanista de la época. Pedro Subercaseaux, hijo del primero, fue un pintor y fraile que está considerado como el creador de la primera historieta chilena: con su seudónimo Lutsig dio vida a Federico Von Pilsener. No es de extrañar, entonces, que se haya elegido el parque El Llano para instalar el del cómic.
El 8 de noviembre de 1970 fue inaugurado en el parque el primer monumento al Che Guevara en el mundo. La estatua fue arrancada de su base y demolida el 14 de septiembre de 1973, luego del golpe de Estado que derrocó al gobierno de Salvador Allende.
El Parque del Cómic —especie de museo al aire libre con cuatro grandes estatuas de cuatro metros de altura que representan a los famosísimos Condorito (creación de Pepo), Pepe Antártico (Percy Eaglehurst), Ogú y Mampato (Oskar Vega y Themo Lobos) y su Paseo de la Fama, con 97 viñetas en cerámica de otros tanto personajes de historietas chilenas— se despliega entre las calles María Auxiladora y Alcalde Pedro Alarcón, es decir, entre los paraderos 6 y 8. El proyecto comenzó en el 2000 y fue inaugurado oficialmente seis años más tarde.
Una quinta estatua gigante, la de Von Pilsener, no está en el Parque El Llano, como las otras, sino en el jardín interior de la Casa de la Cultura que ocupa instalaciones que antes pertenecían a los Subercaseax.

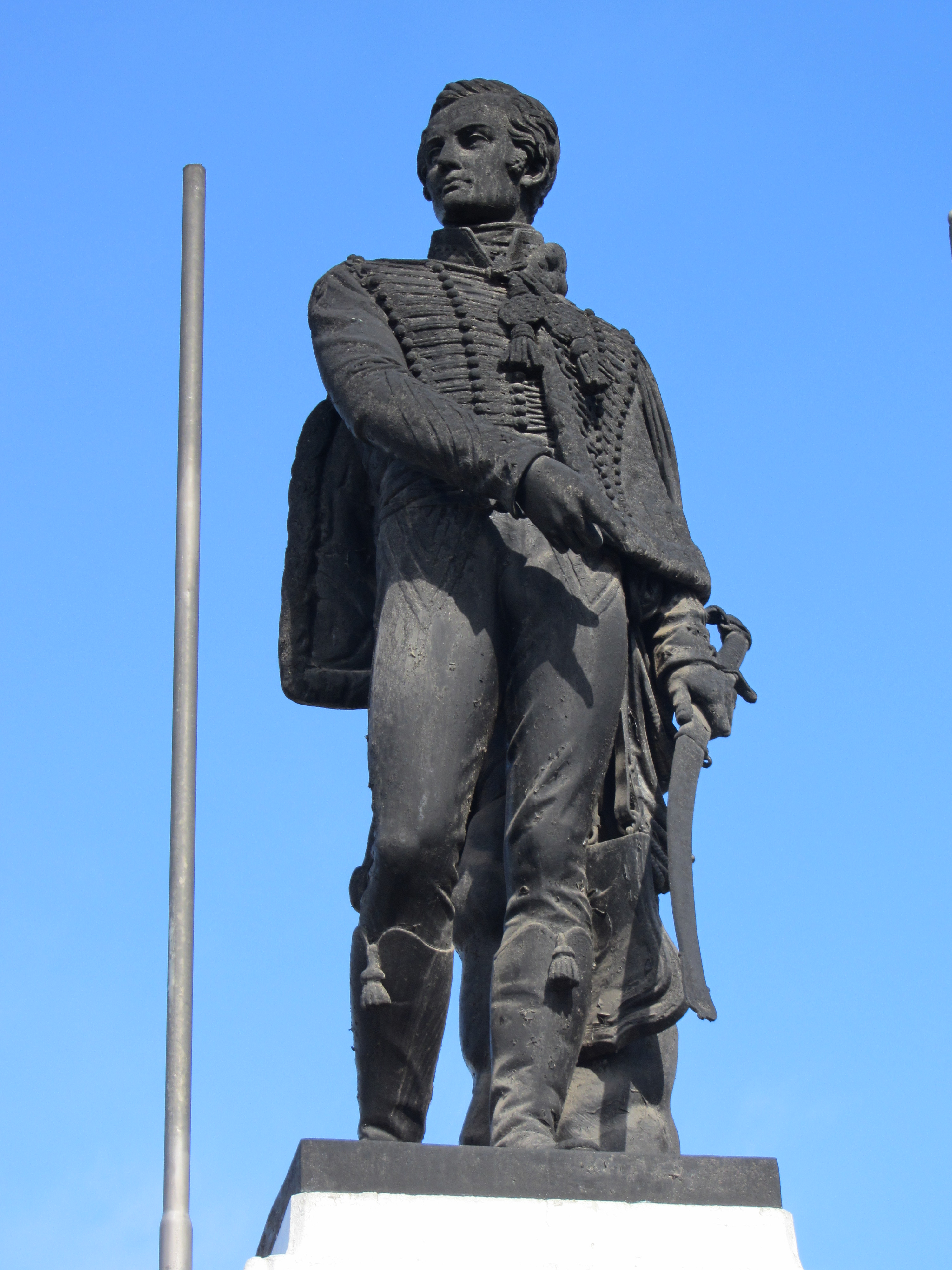
Estatua de José Miguel Carrera por Auguste Dumont.

Caminando por el parque de norte a sur, casi al llegar a la calle Alcalde Pedro Alarcón —y frente a la Municipalidad de San Miguel cuya fachada adorna el mural Encuentro, de Fernando Marcos— está la plaza José Miguel Carrera, con la estatua del prócer. El escultor francés Auguste Dumont representó a Carrera de pie, vestido con su uniforme de mayor de húsares de Galicia. Anteriormente la escultura se alzaba en la Alameda, pero fue quitada de su lugar cuando se erigió otra —esta vez hecha por el chileno Héctor Román, que lo representó montado en su caballo Puelche— y estuvo relegada en un patio municipal hasta que la Municipalidad de San Miguel la rescató para colocarla finalmente al lugar donde se encuentra hoy.